# یاوری مردمی فرانسه
یاوری مردمی فرانسه (به فرانسوی:Secours populaire français)، یک انجمن غیردولتی، مردمی، غیرانتفاعی و از بزرگترین انجمن‌هایِ همبستگی و یاوری در فرانسه است که از سال‌ ۱۹۴۵ تاکنون فعّالیت دارد.
هیئت‌های این انجمن بارها برای رساندنِ کمک و همبستگی به ایران نیز آمده‌اند و از جمله کمک‌های شایانی به قربانیانِ زلزله‌های رودبار (۱۳۶۹)، قائن (۱۳۷۶) و به‌ویژه بم (۱۳۸۲) رسانیده‌اند.